# Louis Laouchez
Louis Laouchez, né le 30 mai 1934 à Fort-de-France et mort le 27 novembre 2016 à Saint-Joseph (Martinique), est un dessinateur, peintre, graveur, sculpteur et céramiste français qui a partagé sa carrière entre l'Afrique — où il a cofondé le collectif Négro Caraïbe — et la Martinique.

## Biographie

### Jeunesse et formation
Louis Laouchez naît à Fort-de-France, en Martinique, en 1934.
Il grandit dans une famille nombreuse et participe à la culture de la terre dans le terrain familial et à la nourriture des animaux, ce qui le rapproche de la nature. Il a aussi une curiosité pour les artisans de son quartier et en garde un intérêt pour la technique. Il développe très tôt une sensibilité artistique et pour les traditions (africaines, occidentales, caribéennes) et entre à l’École des Arts Appliqués de Fort-de-France, où il peint des paysages et fait de la poterie avec l'argile. Il en sort diplômé en 1950 et expose pour la première fois à Fort-de-France en 1952.
En 1954, Laouchez part en France métropolitaine où il intègre l’École des Arts décoratifs de Nice. Il noue des liens forts avec des étudiants africains et martiniquais, en particulier avec Serge Hélénon. Ces rencontres réveillent en lui des questionnements sur son identité et un besoin de retour à ses origines africaines.

### Carrière en Afrique
Une fois son diplôme national en dessin, décoration et céramique obtenu, il part en 1958 en Côte d'Ivoire, où il devient professeur d’arts plastiques à l’École normale d’instituteurs,.
Déjà sensibilisé à l'art moderne en France, Louis Laouchez développe sa singularité artistique dans cette institution. En 1964, Serge Hélénon arrive lui aussi en Côte d'Ivoire, où il devient professeur d'arts plastiques à l'École des Beaux-Arts d'Abidjan.
En 1966, Laouchez participe au Festival mondial des arts nègres à Dakar (Sénégal), ce qui concrétise un début de renommée. Il travaille à partir de l'année suivante en Haute-Volta (actuel Burkina-Faso).
Laouchez et Hélénon créent en 1970 à Abidjan le collectif d'artistes Négro Caraïbe, dont la démarche artistique se veut être pont entre le lieu où ils sont nés, la terre d'accueil qu'est la Martinique, et le lieu de leurs origines, la Côte d'Ivoire,. Cette démarche imprègne son œuvre plastique toute sa carrière.
Après avoir obtenu en 1970 un diplôme national des Beaux-Arts à l'école des Beaux-Arts de Marseille, Laouchez partage sa carrière entre l'enseignement, la création artistique et des projets liés à l'artisanat, en intégrant notamment le ministère ivoirien du tourisme et de l'artisanat comme conseiller pour plusieurs missions, comme la création d'un office national de l'artisanat d'art, ou en créant le Centre national d’artisanat d’art de Haute-Volta,. Il reste en Afrique jusqu'en 1984, à l'exception d'un séjour en Martinique en 1975, lors duquel il crée une structure consacrée aux métiers de l'art,.

### Carrière en Martinique
Louis Laouchez rentre définitivement en Martinique en 1984, où il se consacre à sa carrière artistique et expose dans le monde entier. Il occupe aussi des fonctions de responsable du bureau de l'artisanat au conseil régional.
Rejoint par Hélénon, les deux artistes travaillent à faire reconnaître le travail des artistes contemporains antillais en Martinique et en Guadeloupe ainsi qu'hors des Antilles, mais se confrontent à des infrastructures déficientes et à un manque de volonté politique.

### Dernières années
En 2016, Louis Laouchez réalise « une exposition d'envergure » à la Fondation Clément quelques mois avant sa mort, qui survient le 27 novembre de la même année, à l'âge de 82 ans,,.
L'année suivante, la même institution organise une nouvelle exposition en son hommage.

## Œuvre

### Analyse
Dans son œuvre, Louis Laouchez a une permanente recherche plastique : il expérimente les techniques et arts (peinture, gravure, sculpture, céramique, travail du métal), les matériaux (bois, toile, papier, métal, écorce…) et la couleur (des terres aux teintes puissantes, comme le rouge et le bleu).
Il se distingue par sa « grande sensibilité » de plasticien caribéen, tout en étant considéré comme « un penseur de l’aventure plasticienne de sa région et l’inspirateur de la démarche dite « identitaire » de nombre de plasticiens des Caraïbes », ce qui en fait un « artiste majeur ». Mpoyi-Buaty qualifie son œuvre de novateur et « profondément moderniste » lorsqu'il analyse son exposition à Paris en 1982. Il analyse les tableaux exposés (Écorce gravée, Legba, Approches, Écrasement, Symboles, Totem aux sacrifices, Topographie) et estime qu'elles témoigne d'une recherche géographique, de l'origine créatrice, chacun des tableaux étant des références à des ethnies ou des traditions africaines. Laouchez utilise de plus des matériaux anciens : des écorces d'arbre, du kaolin, qu'il utilise pour recréer certaines techniques ancestrales.
En effet, Laouchez est très marqué par les lumières, les matières, les traditions de l'Afrique. « La part essentielle de son travail entre dans une démarche préoccupée de la symbiose de ses origines et de ses appartenances culturelles [... sa méditation] porte sur son unicité et son rapport au soi ; dans un travail de la pensée qui convoque des idées de métissage, de créolisation, d'enracinement... » Dans cette recherche identitaire, il cofonde l'école négro-caraïbe qui explore « l’instauration d’un nouvel état d’esprit dans la sphère caribéenne […] pour tout ce qui concerne la culture et plus singulièrement les arts plastiques », selon le manifeste. Elle ne rejette pas l'occident et cherche plutôt à embrasser les différences des deux cultures, en assumant d'être des « nègres de la diaspora » issus de l’histoire de la traite et de l’esclavage mais qui revendiquent une identité et un art propres.
La maturité de son œuvre a lieu à partir de son retour en Martinique en 1984. Il continue d'expérimenter avec les techniques et les couleurs et de concilier tradition et innovation, rigueur et liberté de créer. Selon Sylvie Lay, « son esthétique concilie une architecture puissante de la composition, une palette restreinte mais vibrante, un vocabulaire plastique singulier, une abstraction et des silhouettes évocatrices plus que démonstratives. Il parvient à rapprocher son engagement d’homme et sa singularité et puissance d’artiste ».

### Œuvres notables
- Moi, un noir, 1974. Huile sur toile 81 × 100 cm (Fonds MACTe, collection région Guadeloupe).
- Interprétation sénoufo, 1982. Techniques mixtes sur toile 150 × 100 cm.
- Frères et sœurs libres, 1986. Techniques mixtes sur toile 160 × 140 cm.
- Sans titre (Dyptique), 1992. Techniques mixtes sur bois 420 × 220 cm.
- Embranchement, 1998. Suclpture sur bois de Mahogany 344 × 82 × 40 cm (Fondation Clément, Martinique)[13].
- Mes ancêtres 1, 2 et 3, 2001. Peinture sur bois de Mahogany 42 × 12 cm, 38 × 12 cm, 32 × 12 cm
- Memwa, 2005. Fresque réalisée pour l’Hôtel de Région de la Martinique. Acier et céramique, 45 m de long et Totem de 5 m de haut[14].
- Haïti maudite, 2005. Technique mixte sur toile 116 × 89 cm (Fondation Clément, Martinique).
- Promiscuité, 2007. Techniques mixtes 92 × 73 cm.
- Viscéralement martiniquais 1, 2007. Écorce gravée, marouflée et peinte 210 × 83 cm.
- Arbre de vie, 2013. Écorce gravée 200 × 83 cm.

## Expositions notables
Louis Laouchez a exposé à de nombreuses reprises individuellement ou collectivement aux Caraïbes, en Afrique, en Europe et aux États-Unis, notamment :
- 1970 : première exposition du groupe Négro Caraïbe, au centre culturel français d’Abidjan[15]
- 1982 : exposition de Serge Hélénon et Louis Laouchez à l'Hôtel du Grand Orient de France et dans une galerie de Paris[16],[17]
- 1993 : exposition itinérante organisée par The national commission for UNESCO of the Netherlands Antilles Carib Art Contemporary Art of the Caribbean[18]
- 2004 : Salon d'automne[19]
- 2005 : Salon d'automne[20]

## Conservation
Les œuvres sont conservées dans de nombreuses collections publiques ou privées en France, à Cuba, en Côte d'Ivoire, au Burkina Faso, aux Comores, en Suède et aux États-Unis, parmi lesquelles :
- Fonds régional d'art contemporain (Martinique)[2]
- Musée Salvador Allende (es), Santiago (Chili)[9]
- Casa de las Américas, La Havane (Cuba)[9]

Autres œuvres conservées visibles par le public :
- Fresque de 15 m2 à l'Hôtel Présent, Yamoussoukro (Côte d'Ivoire)
- Panneau (20 m2) pour l'hôtel Tiama, Abidjan (Côte d'Ivoire)
- Triptyque (4 m2) pour la résidence de l'Ambassadeur de Côte d'Ivoire aux Nations-Unies, New York (États-Unis)
- Décoration du lycée Félix Éboué de Cayenne (Guyane française)